# Jurići (Poreč)
Pour les articles homonymes, voir Jurići.
Jurići (en italien : Iurici) est une localité de Croatie située en Istrie, dans la municipalité de Poreč, dans le comitat d'Istrie. En 2001, la localité comptait 5 habitants.

## Démographie
| 1948 | 1953 | 1961 | 1971 | 1981 | 1991 | 2001 |
| ---- | ---- | ---- | ---- | ---- | ---- | ---- |
| 20   | 19   | 11   | 8    | 5    | 6    | 5    |